# 네트워크 액세스 식별자
네트워크 액세스 식별자(Network Access Identifier, NAI)는 컴퓨터 통신에서 네트워크로의 접근을 요청하는 사용자를 식별하기 위한 표준 방법이다. 표준 문법은 "user@realm" 형태이며, RFC 4282에 다음과 같은 예제가 등록되어 있다.
```
bob
joe@example.com
fred@foo-9.example.com
fred.smith@example.com
fred_smith@example.com
fred$@example.com
fred=?#$&*+-/^smith@example.com
eng.example.net!nancy@example.net
eng%nancy@example.net
@privatecorp.example.net
\(user\)@example.net
alice@xn--tmonesimerkki-bfbb.example.net
```

네트워크 액세스 식별자는 RFC2486에서 최초로 정의되었으며, 이후에 RFC4282로 대체되었다. RFC4282는 NAI에 대한 최신 표준이다. NAI는 RADIUS와 Diameter 프로토콜 그리고 EAP 프로토콜에서 사용자 식별을 위하여 사용된다.

## 같이 보기
- Diameter
- EAP
- RADIUS
- RFC

NAI는 네크워트 접근을 위한 인증 과정에서 클라이언트가 제출하는 사용자 식별자 (user identity)이다.
일반적으로 다음과 같은 두 가지 용도로 사용된다.It is used mainly for two purposes:-
- 1) 로밍 시 사용자를 식별하기 위하여 NAI를 사용한다.
- 2) 사용자의 인증 서버로 인증 요청의 라우딩을 돕기 위하여 NAI를 사용한다.